# Мач и магија
Мач и магија (Sword and sorcery) је правац (жанр) фантастике окарактерисан јунацима који се упуштају у узбудљиве и насилне авантуре. Често је присутан и елемент романтизма, као и елемент магије и натприродног. За разлику од епске фантастике, ове приче, иако драматичне, се углавном више фокусирају на личне борбе него на огромне светске конфликте. Мач и магија се обично преклапа са херојском фантастиком.

## Порекло
Термин „Мач и магија" је први пут поменуо амерички аутор  1961. године Фриц Леибер као одговор на писмо од британског аутора Мајкла Муркока у часопису Амра, у покушају да именује врсту фантастичних прича које је писао Роберт Е. Хауард. 

Муркок је прво предложио термин „епска фантастика". Леибер је одговорио у часопису Анкалагон (6. априла 1961), предлажећи „мач-и-магију као добру популарну фразу за ову област". Ово је додатно образложио у јулском издању часописа Амра 1961. године, коментаришући:
Више него икад сам сигуран да ова област треба да се зове мач-и-магија. Ово име прецизно описује културни и натприродни елемент, као и разлику између огртача-и-мача (историјска авантура) - и (сасвим случајно) огртача-и-бодежа (међународна шпијунажа) такође!
Још од зачећа, било је пуно покушаја да се установи прецизна дефиниција термина „мач-и-магија". Иако су многи дискутовали о појединим детаљима, одлука је да га карактерише јака склоност ка брзоплетим акционим причама постављеним унутар квази-митског или фантастичног поретка. За разлику епске фантастике, ризици су углавном лични, а опасност сведена на тренутак. Околности су типично егзотичне, а главни јунаци неретко сумњивог морала.
Многе приче овог правца су се претвориле у дугачке серије авантура. Њихови мањи ризици и опасности које нису кобне по цео свет чине овакве приче погодније за понављање него опасности из епске фантастике. То се односи и на природу јунака, најчешће авантуриста по природи, којима мир после авантуре представља досаду. Пример овога су јунаци Уробора (Е. Р. Едисона), који жале за крајем рата и зато што више немају дораслог непријатеља. Као одговор на њихове молитве, богови поново дижу непријатељски град како би јунаци могли из почетка да ратују.

## Оживљавање
Од 1960-их до 1980-их, под вођством Лина Картера, одређена група писаца је формирала Удружење Мачевалаца и Чаробњака Америке (Swordsmen and Sorcerers' Guild of America), у циљу популаризовања правца Мача-и-магије. Од 1973. до 1981. године, публикују се пет антологија које садрже кратке приче чланова овог удружења. Уређено од стране Картера, ове антологије су се званично звале Севајући Мачеви (Flashing Swords!). Због ових и осталих антологија, као и својих радова и критика, Картер се сматра за једног од најбитнијих популаризатора правца фантастике.
Још један серијал вредан помињања који је кружио од 1977. до 1979. године се звао „Мачеви Против Таме" ("Swords Against Darkness"). Овај серијал се састојао из пет делова и садржао је приче аутора као што су Поул Андерсон (Poul Anderson), Дејвид Дрејк (David Drake), Ремзи Кембел (Ramsey Campbell), Андре Нортон (Andre Norton) и Менли Вејд Велман (Manly Wade Wellman).
Упркос највећим напорима ових аутора, неки критичари су користили мач-и-магија као пежоратив. Током 1980-их, инспирисани успехом филма Конана варварина (1982), објављени су многи нискобуџетни фантастични филмови који су спадали у правац „Мач и магија". Овај термин некад користе писци и читаоци правца фантастике у подругљивом смислу.
После праска раних 1980-их, мач-и-магија опет доживљава пад популарности, док епска фантастика заузима место у правцу фантастике. Међутим, јавља се још један препород крајем 20. века. Понекад назван и „нов" или "књижевни" мач-и-магија, овај развитак истиче књижевну технику, и позајмљује елементе епске фантастике и осталих жанрова да би проширио домет мача-и-магије. Приче обухватају шире проблеме који могу да буду претње на светском нивоу које су до тада биле карактеристика епске фантастике, али приказане из гледишта јунака и смислом за авантуру који више припадају мачу-и-магији. 
Писци асоцирани са овим правцем су Стивен Ериксон (Steven Erikson), Џо Аберкромби (Joe Abercrombie) и Скот Линч (Scott Lynch), часописи Црна Капија (Black Gate) и дигитални часопис Севајући Мачеви.  Ови аутори и уредници покушавају да врате статус правца на онај који је имао токмо 1920-их и 1930-их.